# David Moura
David Moura (Cuiabá, 24 agosto 1987) è un judoka brasiliano.

## Palmarès
- Mondiali

Budapest 2017: argento nella gara a squadre e nei +100kg.
Tokyo 2019: bronzo nella gara a squadre.
- Giochi panamericani

Toronto 2015: oro nei +100kg.
Lima 2019: bronzo nei +100kg.
- Campionati panamericani

Guayaquil 2014: bronzo nei +100kg;
Edmonton 2015: oro nei +100kg;
L'Avana 2016: argento nei +100kg.
Lima 2019: argento nei +100kg.
- Universiadi

Shenzhen 2011: bronzo nei +100kg.
Kazan' 2013: bronzo nei +100kg.

### Vittorie nel circuito IJF
| Data           | Località     | Paese   | Categoria |
| -------------- | ------------ | ------- | --------- |
| 21 maggio 2017 | Ekaterinburg | Russia  | Gran Slam |
| 18 giugno 2017 | Cancún       | Messico | Gran Prix |